# Aloe cremnophila

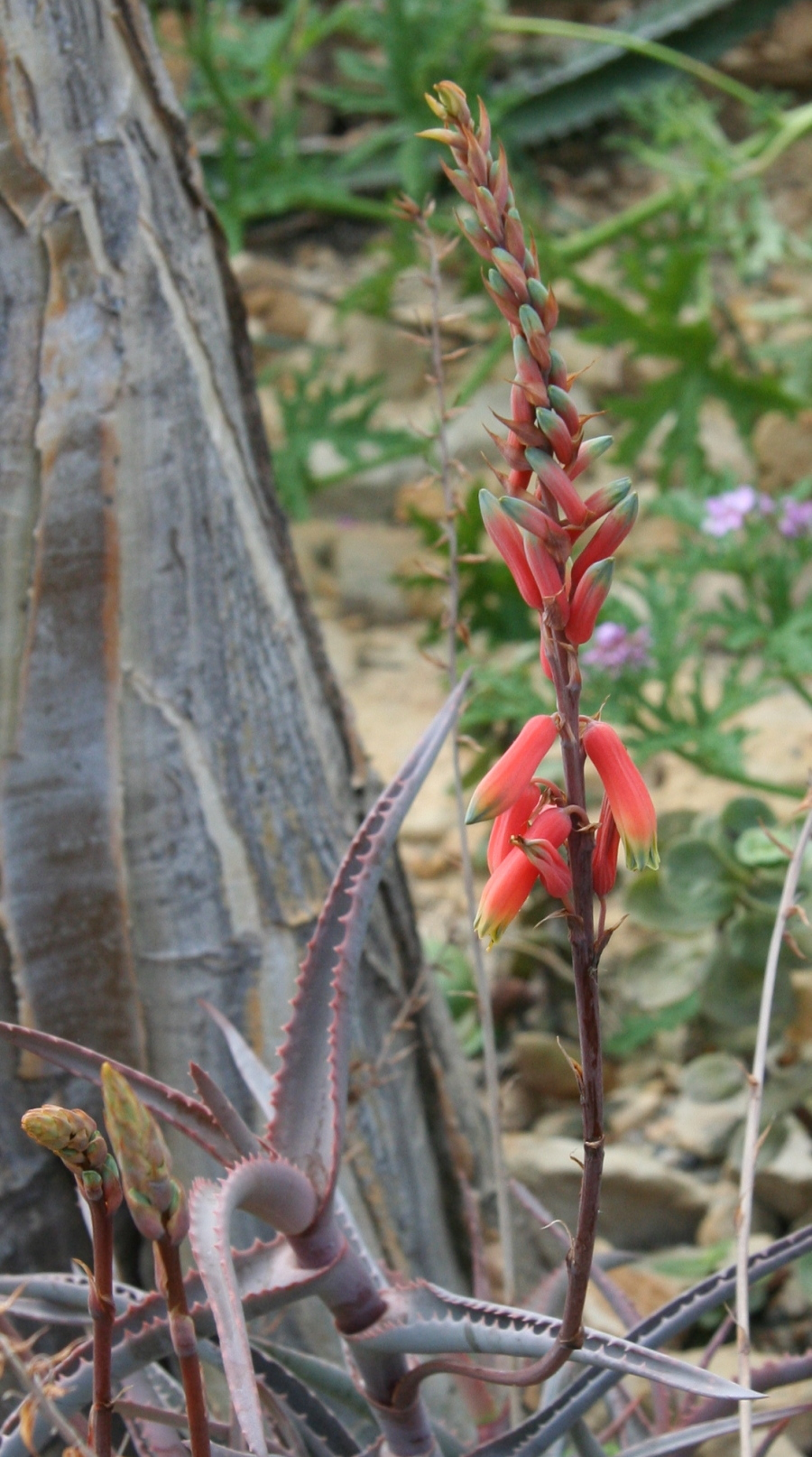
Blütenstand

Aloe cremnophila ist eine Pflanzenart der Gattung der Aloen in der Unterfamilie der Affodillgewächse (Asphodeloideae). Das Artepitheton cremnophila leitet sich von den griechischen Worten kremnos für ‚Klippe‘ sowie philos für ‚Freund‘ ab und verweist auf das Habitat der Art.

## Beschreibung

### Vegetative Merkmale
Aloe cremnophila wächst stammbildend und verzweigt von der Basis aus. Die hängenden Stämme sind 10 bis 20 Zentimeter lang und 0,8 bis 1 Zentimeter breit. Die sechs bis acht lanzettlich lang zugespitzten Laubblätter bilden Rosetten. Die graugrüne Blattspreite ist 10 Zentimeter lang und 2 Zentimeter breit. Die stechenden, hellbraunen Zähne am Blattrand sind 2 Millimeter lang und stehen 3 bis 5 Millimeter voneinander entfernt.

### Blütenstände und Blüten
Der einfache Blütenstand ist 25 bis 30 Zentimeter lang. Seine Basis ist abwärts gerichtet, darüber ist er bogig-aufsteigend. Die lockeren, zylindrisch-konischen Trauben sind 10 bis 12 Zentimeter lang und 5,5 Zentimeter breit. Die eiförmig-spitzen Brakteen weisen eine Länge von 10 Millimeter auf und sind 5 Millimeter breit. Die scharlachroten Blüten sind an ihrer Mündung gelblich grün. Sie stehen an 10 bis 12 Millimeter langen Blütenstielen. Die sehr leicht keulenförmigen Blüten sind 25 Millimeter lang und an ihrer Basis gerundet. Auf Höhe des Fruchtknotens weisen die Blüten einen Durchmesser von 5 Millimeter auf. Darüber sind sie zunächst sehr leicht verengt und schließlich erweitert. Ihre äußeren Perigonblätter sind auf einer Länge von 5 Millimetern nicht miteinander verwachsen. Die Staubblätter und der Griffel ragen bis zu 2 Millimeter aus der Blüte heraus.

### Genetik
Die Chromosomenzahl beträgt {\displaystyle 2n=28}.

## Systematik und Verbreitung
Aloe cremnophila ist in Somalia an den Wänden von Kalksteinklippen in Höhenlagen von 1980 bis 2130 Metern verbreitet.
Die Erstbeschreibung durch Gilbert Westacott Reynolds und Peter René Oscar Bally wurde 1961 veröffentlicht.

## Nachweise